# Мікаель Сандстед
Мікаель Сандстед (дан. Michael Sandstød, 23 червня 1968) — данський велогонщик.
Бронзовий призер Олімпійських Ігор 1992 року в командній гонці переслідування, учасник 2000 року.
Срібний призер Чемпіонату світу з трекових велоперегонів 1996 року в гонці за очками.